# Lewis Hamilton
Lewis Carl Davidson Hamilton, född 7 januari 1985 i Stevenage i England, är en brittisk racerförare, som från och med säsongen 2025 kör för Ferrari i Formel 1. Han har vunnit förarmästerskapet i Formel 1 sju gånger – 2008, 2014, 2015 och 2017 - 2020. Hamilton är den förare som har vunnit flest Formel 1-lopp och tagit flest pole positions någonsin.
Lewis Hamilton härstammar delvis från Grenada. Vid 13 års ålder (1998) skrev han på ett kontrakt med Formel 1-stallet McLarens förarutvecklingsprogram, vilket även innebar en möjlighet till en förarplats i stallet. Därmed blev han den yngste föraren någonsin att inneha ett formel 1-kontrakt. Han debuterade i Formel 1 för McLaren i Australiens Grand Prix 2007 där han slutade på en överraskande tredjeplats. Britten tog sig upp på prispallen i sina första nio lopp – vilket ingen annan Formel 1-förare lyckats med – och besatte andraplatsen sammanlagt under sitt debutår, endast en poäng efter finländaren Kimi Räikkönen som vann mästerskapet. För sina insatser fick Hamilton som förste rookie motta Hawthorn Memorial Trophy.  
Säsongen 2008 blev Hamilton som den då yngste i historien världsmästare, endast 1 poäng före Felipe Massa. Han fortsatte sedan hos McLaren fram till och med 2012 men blev som bäst fyra i mästerskapet vid två tillfällen. 
Säsongen 2013 bytte Hamilton till Mercedes där han blev stallkamrat med barndomsvännen Nico Rosberg. 2014 tog han sin andra VM-titel efter en hård kamp med Rosberg. Under året vann Hamilton sin trettioandra F1-seger och slog därmed Nigel Mansells rekord på flest segrar för en brittisk F1-förare. 
2015 vann Hamilton sin andra raka VM-titel. 2016 blev han slagen av sin teamkamrat Nico Rosberg som också blev världsmästare med Hamilton på andraplats i mästerskapet.
Hamilton vann därefter fyra raka VM-titlar under åren 2017–2020 med Valtteri Bottas som teamkamrat.
När Hamilton vann Eifels Grand Prix 2020 tog han sin 91:e vinst och tangerade därmed Michael Schumachers rekord i antal F1-segrar. I samband med intervjun efter loppet gav Mick Schumacher Hamilton sin fars hjälm från tiden då han körde för Mercedes. Vid Portugals Grand Prix 2020 tog Hamilton sin 92:a vinst och är således den Formel 1 förare som vunnit flest grand prix någonsin. När Hamilton kom etta i Turkiets Grand Prix 2020 tog han sin sjunde mästartitel. Detta innebar en tangering av Schumachers rekord i antal titlar.
Hamilton blev år 2009 utnämnd till MBE av Brittiska imperieorden. Den 30 december 2020 blev Hamilton dubbad till Knight av den brittiska drottningen Elizabeth II. i augusti 2025 uppkallades asteroiden 508440 Lewishamilton efter honom.

## Uppväxt

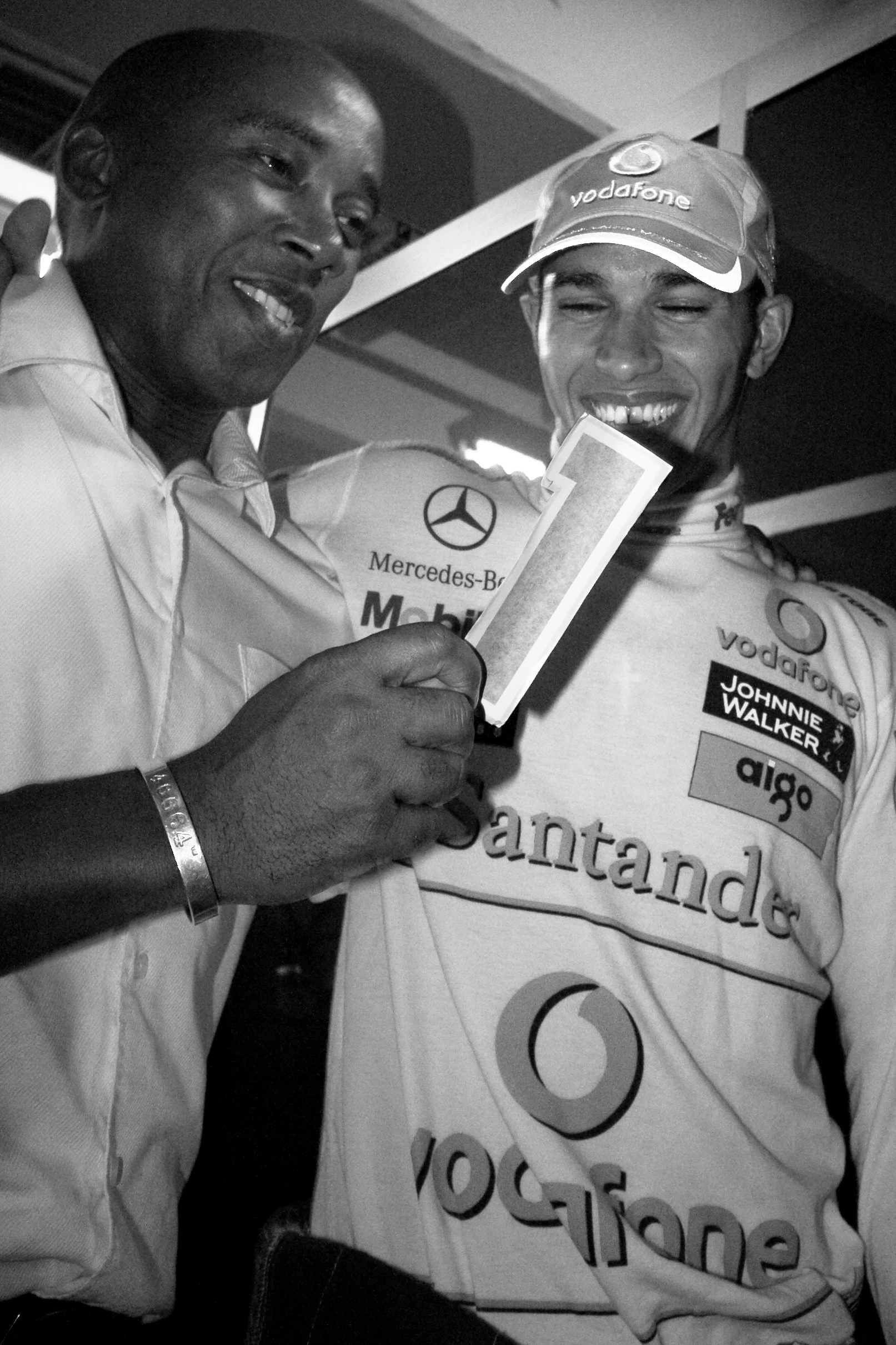
Lewis tillsammans med sin far, Anthony Hamilton.

Hamilton föddes 1985 i Stevenage i England som son till Anthony Hamilton och Carmen Larbalestier. Hans farföräldrar emigrerade från Grenada till Storbritannien på 1950-talet. Föräldrarna separerade när han var två år gammal och som en följd därav bodde han med sin mor och med halvsystrarna Nicola och Samantha tills han var tolv, då han flyttade hem till sin far.
Hamiltons far köpte honom en radiostyrd bil 1991 som gav honom smak för racing. Hamilton blev tvåa i det brittiska BRCA-mästerskapet året därpå. Som en följd av detta köpte hans far en gokart till honom i julklapp, vid sex års ålder. Hans far lovade honom att han stödja hans tävlingskarriär så länge han arbetade hårt i skolan. 
Hamilton har gått på The John Henry Newman School, en katolsk gymnasieskola i Stevenage. Vid sidan av sitt intresse för racing spelade han fotboll i skolans lag tillsammans med bland andra Ashley Young. Hamilton sade att om hans motorsportskarriär inte hade lyckats skulle han satsat på att bli fotbollsspelare. Hamilton körde karting mot Nico Rosberg, som han sedan tävlade  mot i Formel 1.

## Övrigt
I oktober 2007 meddelade Hamilton att han tänkte flytta från Storbritannien till Schweiz för att komma bort från mediebevakning men uppgav senare att den låga skatten var en bidragande orsak. Hamilton fick offentlig kritik från den brittiska politikern Bob Russell för att han försökte undvika de brittiska skatterna. Han bosatte sig i Luins vid Genèvesjön, där andra F1-världsmästare som Michael Schumacher, Kimi Räikkönen och Fernando Alonso varit bosatta. Sedan 2012 är han bosatt i skatteparadiset Monaco.
Hamilton äger ett jetplan av typen Bombardier Challenger 600 och hans favoritbil är AC Cobra, som han äger tre stycken av, två svarta och en röd.
Hamilton är sedan barnsben supporter till fotbollsklubben Arsenal.
Den 9 augusti 2022 köpte Hamilton och ett konsortium, bestående av S. Robson Walton, Carrie Walton Penner; Greg Penner; Condoleezza Rice och Mellody Hobson, Denver Broncos (NFL) för 4,65 miljarder amerikanska dollar.

## Racingkarriär

### Karting
Hamilton startade sin karriär med karting vid åtta års ålder. Han körde i fem olika serier: Cadet (1995-1996), Junior Yamaha (1997), Junior Intercontinental A (1998-1999), Intercontinental A (1999) och Formel A (2000). Vid tio års ålder bad han Ron Dennis, dåvarande stallchef för F1-stallet McLaren, om en autograf och sade till honom att han skulle vilja bli F1-förare och köra för hans stall. 1998 skrev han på ett kontrakt med McLarens förarutvecklingsprogram, vilket även innebar en möjlig chans till en förarplats i stallet. Därmed blev Hamilton, som då bara var tretton år gammal, den yngste föraren som någonsin haft ett formel 1-kontrakt.

### Formel Renault och Formel 3
Hamilton startade sin professionella racingkarriär vintern 2001/2002 i det brittiska Formula Renault Winter Series-mästerskapet, innan han flyttade till det Brittiska Formel Renault-mästerskapet i två år. Han blev trea 2002 och vann mästerskapet 2003. Dessutom körde han det Brittiska F3-mästerskapet och Formula Renault 2.0 Eurocup. Han lyckades bäst i Formula Renault 2.0 Eurocup, där han tog fyra pallplatser på sex lopp.
Till säsongen 2004 flyttade Hamilton till Formula 3 Euro Series. Med en seger på Norisring och ytterligare fyra pallplaceringar blev han femma i mästerskapet, en placering efter barndomsvännen Nico Rosberg. I slutet av säsongen lämnade Hamilton Manor Motorsport och flyttade till det franska toppstallet ART Grand Prix, med vilka han vann mästerskapet 2005. Hamilton dominerade säsongen och vann 15 av 20 lopp. Han vann även Masters of Formula 3 2005.

### GP2 Series
Tack vare sin prestation i Formel 3 avancerade han till GP2 Series under 2006. Hamilton fortsatte i stallet ART Grand Prix, som vunnit GP2-titeln 2005 med Nico Rosberg. Hamilton blev tvåa i premiären och tog sin första seger på Nürburgring. Han tog ytterligare en seger på Nürburgring i det andra loppet, och segrade även i loppet i Monaco och de båda loppen på Silverstone. Förutom fem segrar tog han sex andraplatser och två tredjeplatser. Hamilton tog sammanlagt 114 poäng under 2006 års säsong, och blev därmed GP2-mästare.
Hamiltons GP2-titel sammanföll med att de båda McLaren-förarna lämnade stallet. Efter månader av spekulationer om huruvida Hamilton, Pedro de la Rosa eller Gary Paffett skulle paras ihop med den regerande världsmästaren Fernando Alonso under 2007 bekräftades den 24 november att det blev Hamilton.

### Formel 1

#### McLaren (2007–2012)

##### 2007

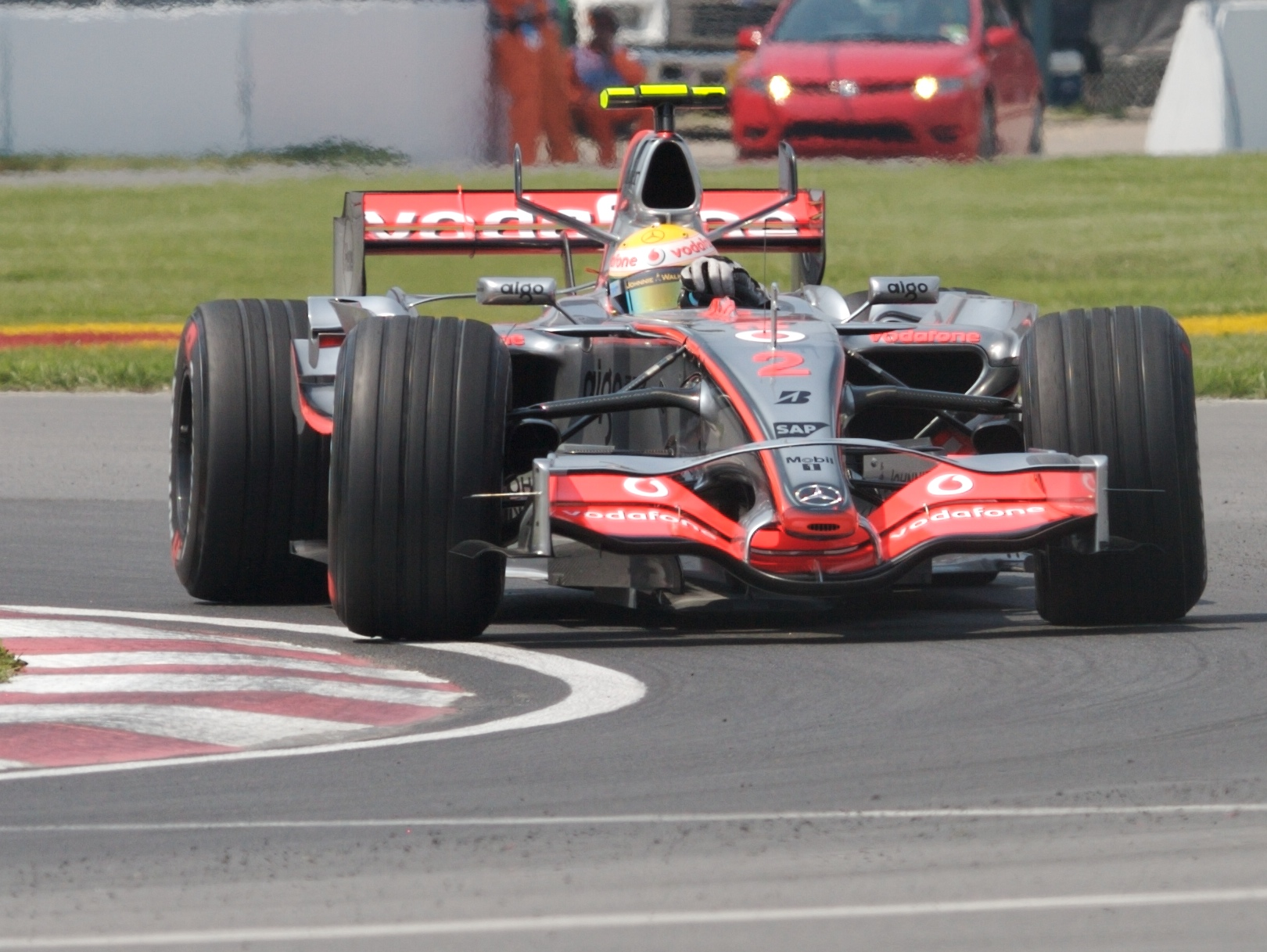
Hamilton tog sin första seger i.

Hamilton började testa för McLaren i november 2006 och var vid några tillfällen snabbare än stallets testförare Pedro de la Rosa och resten av fältet. Vid sin debut i Australiens Grand Prix 2007 kvalificerade Hamilton sig som fyra och slutade som trea i loppet. Hamilton tävlade här mot barndomsvännerna Nico Rosberg och Robert Kubica. Vid det nästföljande loppet i Malaysia slutade han på andra plats och satte snabbaste varv. Vid det tredje loppet i Bahrain startade Hamilton från den andra startrutan och slutade tvåa i loppet. Därmed blev Hamilton den första formel 1-föraren som slutat på pallen i sina tre första formel 1-lopp. Hamilton delade efter tre lopp dessutom förstaplatsen i förarmästerskapet med sin stallkamrat och Kimi Räikkönen i Ferrari och blev den yngste i Formel 1:s historia att leda världsmästerskapet. 
I Spanien kom han tvåa och gick upp i ensam ledning i VM-tabellen och dessutom den första formel 1-föraren som nått pallplats i sina fyra första formel 1-lopp. I Monaco kom han tvåa bakom sin stallkamrat Fernando Alonso, som därmed gick upp i delad ledning i mästerskapet. Hamilton blev här den första formel 1-föraren som slutat på pallen i sina fem första formel 1-lopp. Han tog sin första pole position och karriärens första F1-vinst i Kanada. Han gick därmed upp i ensam ledning i förarmästerskapet. Hamilton upprepade bedriften i USA och utökade ledningen i förarmästerskapet. I Frankrike stod han i första startledet men slutade trea, vilket var hans åttonde pallplacering i rad och fortsatt ledning i VM-tabellen. I Storbritannien hade han pole position, kom trea i loppet, vilket var hans nionde pallplacering i rad och fortfarande i VM-ledning.
Under det tredje elimineringsmomentet (Q3) vid kvalet till Europas Grand Prix fick Hamilton problem med höger framhjul och kraschade i hög fart snett in i en däckbarriär. Kvalificeringen rödflaggades och Hamilton fördes i ambulans till sjukhus för undersökning. Lewis skador bedömdes av läkare inte vara något hinder från att starta i loppet. Han kunde därför starta loppet från tionde startrutan.

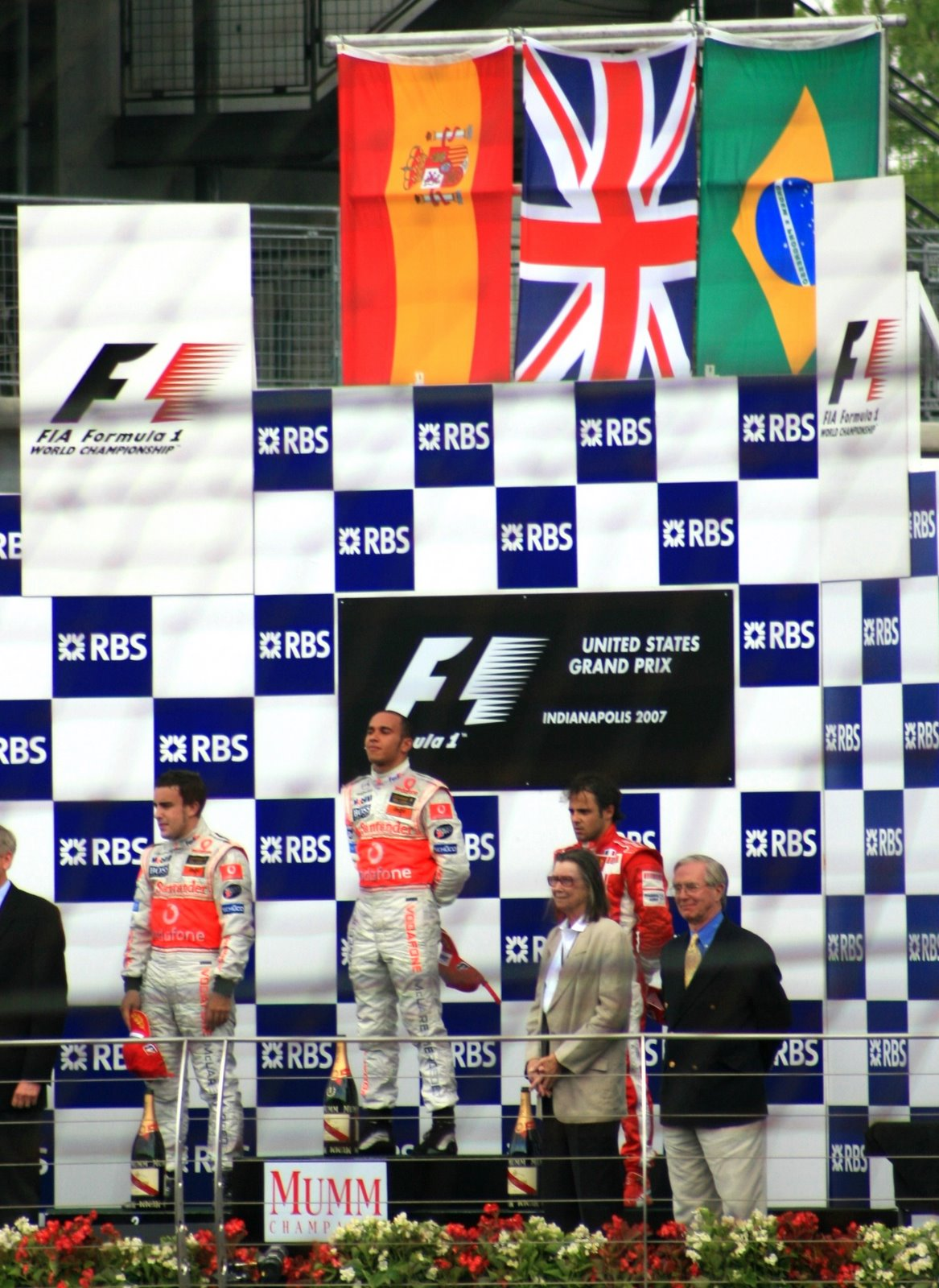
Hamilton på podiet efter segern i.

Hamilton kom tillbaka i Ungern, där han tog pole position och sedan vann efter en mycket säker körning. Men eftersnacket kom att handla om kvalet, då Hamiltons stallkamrat, Fernando Alonso, hindrade Hamilton från att åka ut och göra ytterligare ett flygande varv. Hamilton hade satt snabbaste tid men kom in i depån för däckbyte för ytterligare ett varv. Alonso var redan vid deras delade depåplats. När Alonso fick signal att åka stannade han medvetet kvar 10 sekunder på platsen, utöver dem planerade tjugo sekunderna som var för att få fritt på banan, och sinkade därmed Hamilton. När Hamiltons däcksbyte var klart kom han ut på banan och passerade mållinjen fem sekunder efter att kvalet var över. Alonso hade satt snabbaste tid, men blev bestraffad av tävlingsledningen med fem positioners nedflyttning på startgriden. Mclaren som konstruktör fick inte tillgodoräkna sig några poäng ifrån loppet.I loppet efter i Turkiet låg han på tredje plats när en punktering på höger framdäck berövade honom pallplatsen. I Italien kom han på andra plats efter en tuff omkörning på Räikkönen när endast tio varv återstod. Han blev dock slagen av Alonso, vilket han även blev i Belgien, där han blev fyra. Han toppade då VM-tabellen med tre race kvar att köra. I regnloppet i Japan tog han pole position, satte snabbaste varv och vann säkert. I och med att Alonso kraschade och bröt loppet utökades Hamiltons ledning i mästerskapet till 12 poäng.
I Kina kunde Hamilton säkrat VM-titeln men han tvingades bryta loppet då han åkte av på väg in i depån för att byta sina helt utslitna däck. Resultatet i övrigt innebar att både Alonso och Räikkönen nu var med i kampen om förartiteln. Inför Brasilien räckte det med en andraplats för att säkra titeln. Han kvalde in på just den positionen, men blev omkörd av Räikkönen i starten. Alonso tog sig också förbi och i ivern att ta tillbaka sin plats bromsade han sig av banan. Han körde upp sig till sjätte plats men fick då ett misstänkt växellådeproblem och tappade all fart. Han föll ned till på artonde plats men lyckades ta sig upp sig till slutlig sjunde plats. Det räckte till en andraplats i VM efter Räikkönen, som vann förarmästerskapet med en poäng. Hamilton tog andraplatsen efter att ha kommit tvåa fler gånger än Alonso under säsongen. BMW och Williams körde med för låg bränsletemperatur under loppet och hade sammanlagt tre bilar före Hamilton. Stallen frikändes, men McLaren överklagade beslutet. FIA avslog Mclarens överklagan den 16 november, varvid Räikkönen fick behålla VM-titeln.

###### Kontroverser

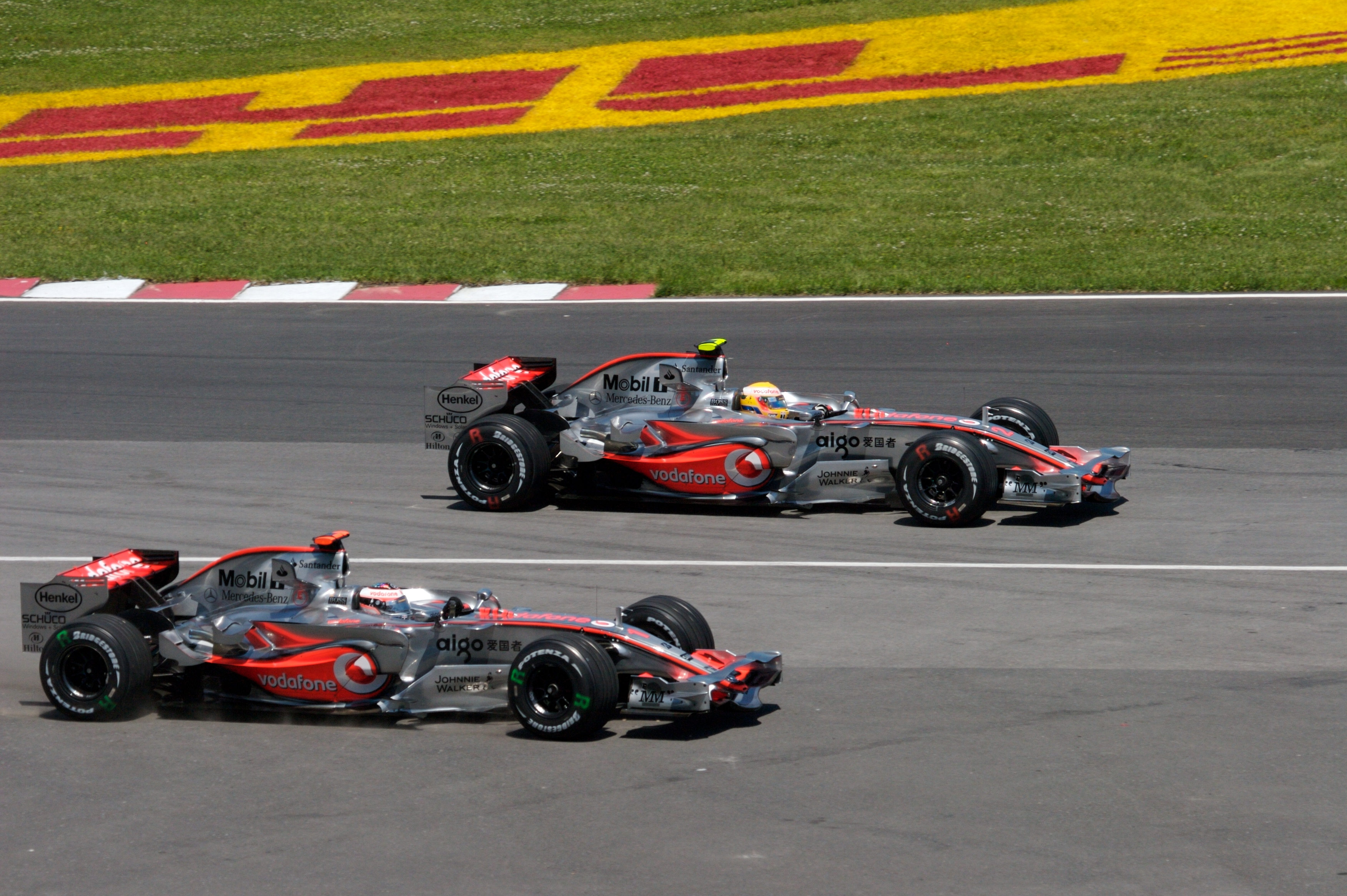
Hamilton hade många uppmärksammade incidenter med stallkamraten Fernando Alonso under.

Hamilton höll sig i början av säsongen till reglerna, men efterhand uppstod ganska många tveksamma situationer och han drabbades även själv av en hel del saker.
I Monaco blev Hamilton beordrad av McLaren att inte göra några omkörningsförsök. I sin självbiografi avslöjade Hamilton att han fick order att vara fem sekunder efter, men att han svarade att han ville få köra om och detta gjorde honom besviken efter loppet. Hamilton råkade sedan försäga sig på den efterföljande presskonferensen, vilket innebar att en utredning mot McLaren sattes in. Både stallet och Alonso friades dock från stallordern.
I Europas Grand Prix två månader senare gjorde Hamilton något väldigt kontroversiellt. Strax efter starten snurrade han och satt kvar i bilen med motorn i gång. Han vinkade till funktionärerna och pekade på traktorn som skulle frakta bort de andra fem bilarna som kraschat på samma ställe. Dessa lämnades därhän, medan Hamiltons bil lyftes upp på banan, varefter han kunde fortsätta tävlingen. Mark Webber sa efteråt: "Det här är absurt. Vi kan inte ha traktorer som lyfter upp förare på banan. Det är inget Playstation-spel".
I Italien fortsatte Hamilton med sin taktik att stänga motståndare vid starten. Han ställde tydligt upp bilen snett och svängde tvärt över till vänster för att blockera Felipe Massa. Det hjälpte inte utan Massa hade det bättre spåret in i chikanen och Hamilton svängde skarpt in för att stöta på patrull i form av Massas hjul. Hamilton styrde då rakt genom avåkningszonen och släppte sedan aldrig tillbaka Massa, trots protester från Ferrari. På reprisbilder syntes tydligt att Hamilton använt zonen, men att bilarna bara touchat varandra. Beröringen var dock inte särskilt stor och domarna friade därför båda förarna, trots att Hamilton tjänat på manövern.

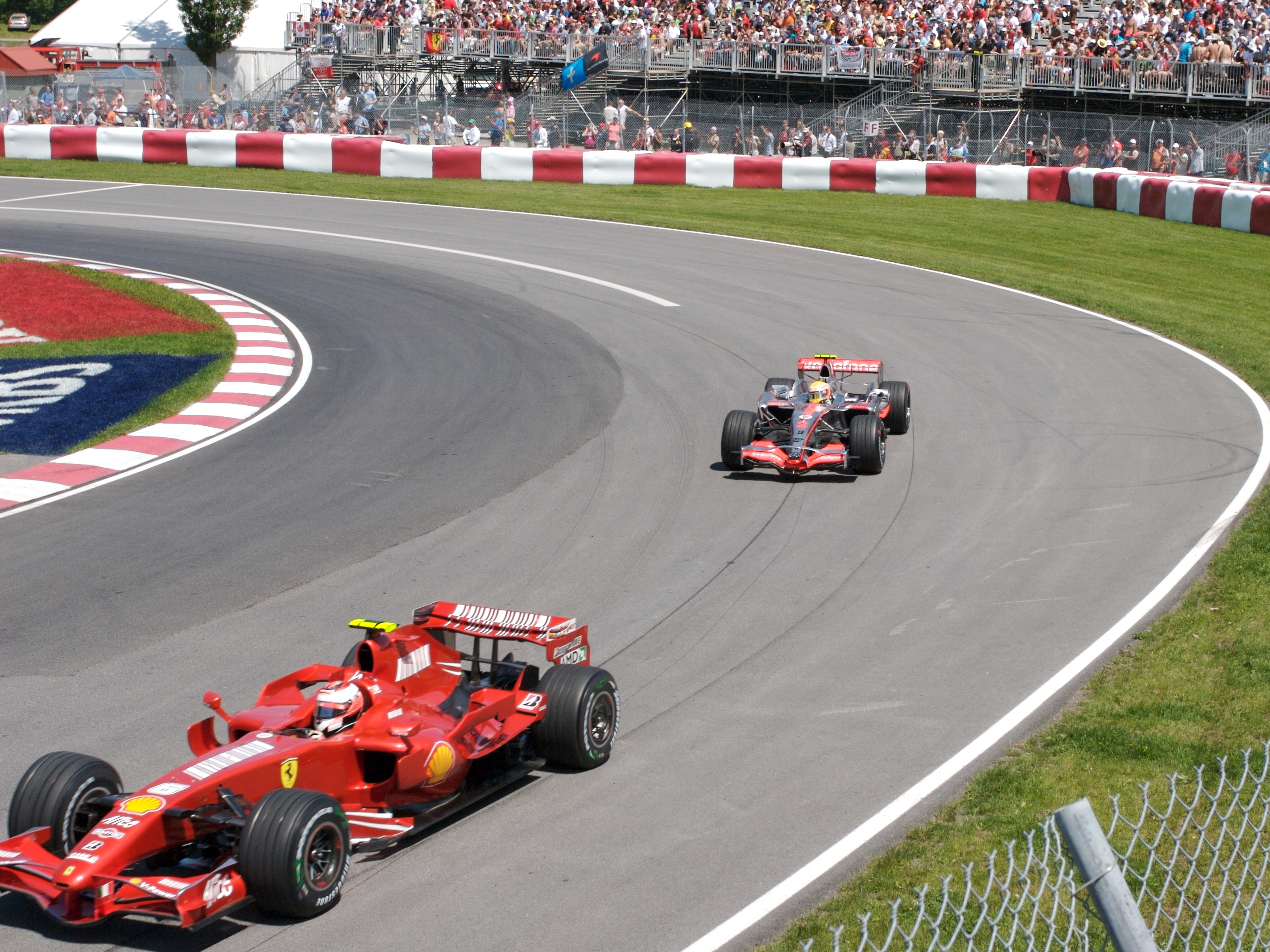
Incidenterna mellan Hamilton och Alonso gjorde att Kimi Räikkönen kunde ta VM-titeln.

I Japan kraschade Alonso och säkerhetsbilen kom ut. Hamilton ledde fältet före Mark Webber i Red Bull och Sebastian Vettel i Toro Rosso, som båda gjorde sitt livs race. Hamilton tvärbromsade framför de båda och Webber tvingades upp jämsides och i sin tur tvärbromsa, för att undvika att köra förbi Hamilton. Vettel hade inte en chans att undvika en kollision med Webber varefter båda var ute ur loppet på ett onödigt sätt. Hamiltons agerande undersöktes veckan efter och han riskerade då ett straff, men blev friad, vilket inte Webber, Vettel och Hamiltons stallkamrat Fernando Alonso alls uppskattade. På en presskonferens i Kina var de tre förarna eniga om att det var Hamiltons fel och att han därför borde bli bestraffad. Dagen därpå blev Hamilton frikänd av tävlingsdomarna.
I loppet fortsatte Hamilton att köra på helt utslitna däck som var på väg att spricka varför tävlingsledningen uppmanade Hamilton att gå in i depå, men han och McLaren vägrade och stannade ute tills slitbanan var helt borta och trots att vare sig Räikkönens eller Alonsos däck hade optimalt grepp var de fyra sekunder snabbare än Hamilton per varv. Först då dyker Hamilton in i depåinfarten, men i den snäva vänsterkurvan på väg in åker han av och fastnar i sandfållan. Hamilton var mycket upprörd och gestikulerade argsint mot funktionärerna när han klev ur sin bil.
I Brasilien bröt Hamilton mot reglerna som säger att man bara får använda en typ av regndäck under fredagen. Han klarade sig undan en sportslig bestraffning, men fick böta 5 000 dollar. Under kvalet misstänktes han att ha hindrat Kimi Räikkönen under dennes sista kvalförsök, men Räikkönen och Ferrari valde att inte anmäla Hamilton för den manövern. Räikkönen tvingades ta ytterspåret i en viktig sektion på banan, fick sedan sladd och förlorade därmed chansen att ta pole position.

##### 2008

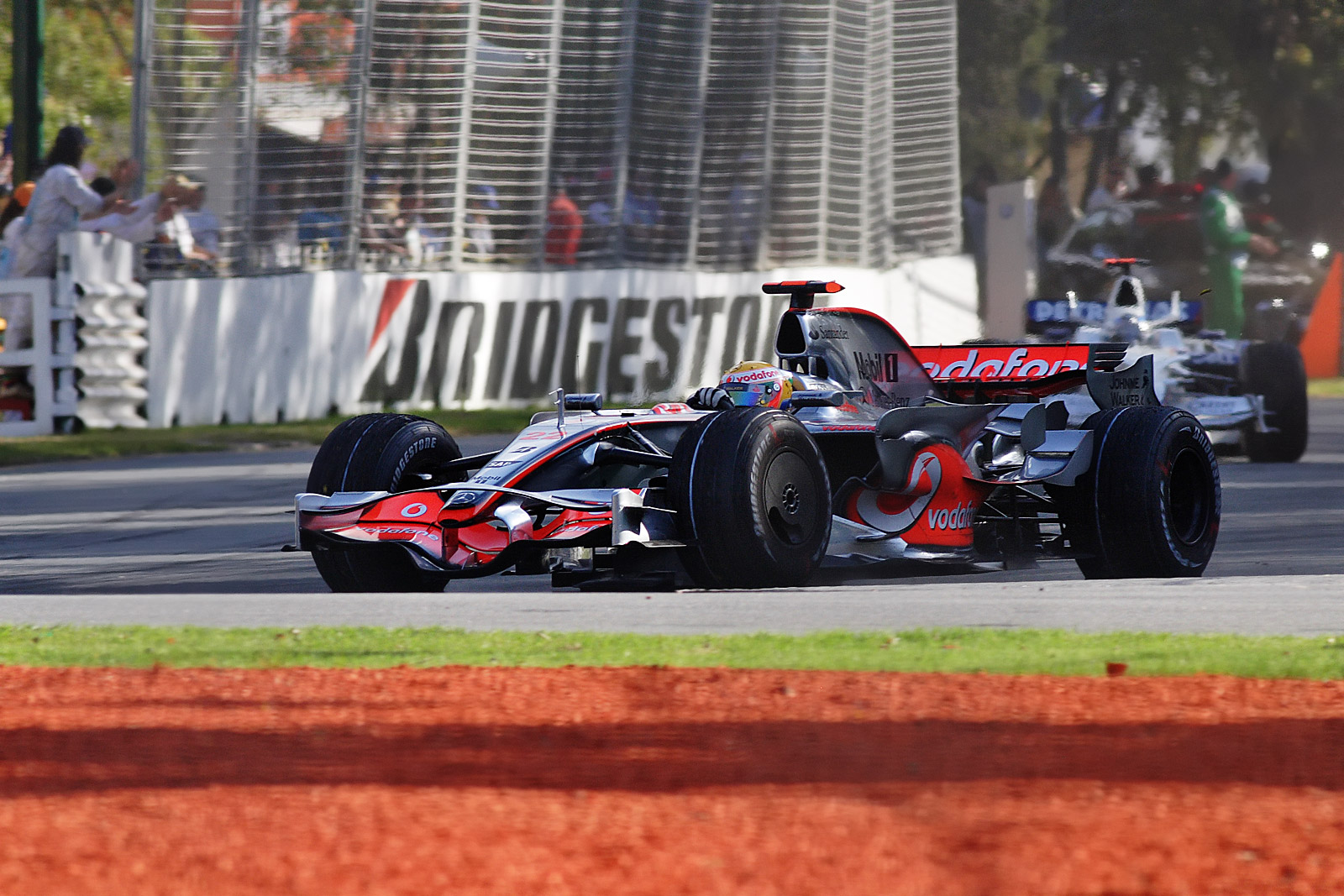
Hamilton tog segern i säsongspremiären i.

Säsongen 2008 fortsatte Hamilton att tävla för McLaren. Han inledde säsongen med en övertygande seger i Australien 2008, där bara sju bilar tog sig i mål. I det följande loppet i Malaysia 2008 kom han femma, efter att ha blivit nedflyttad på startgriden för att ha hindrat Nick Heidfeld under kvalet. I Bahrain 2008 slutade han på trettonde plats, efter att han missat starten och senare kolliderat med Fernando Alonso. Det följdes av en mer lyckad tävling i Spanien, där han tog sig förbi Robert Kubica i samband med starten, och sedan låg på fjärde plats under den första delen av loppet, innan han tog sig förbi Alonso i samband med dennes första depåstopp. Det blev till slut en tredjeplats bakom Räikkönen och Felipe Massa. I Turkiets Grand Prix kvalade Hamilton in som trea, men körde förbi stallkamraten Heikki Kovalainen i starten, och följde sedan Massa under den första stinten, tills han fick en mindre bränslemängd under den andra delen av tävlingen, och tack vare mindre vikt på bilen satte han press på och gick förbi Massa, men då Hamilton behövde tre depåstopp mot Massas två, klarade han inte av att besegra Massa. Han lyckades dock klämma sig förbi Räikkönen, som fastnat bakom Kubica i loppets inledning.
Hamilton vann sedan i Monaco 2008 efter att ha startat från den tredje rutan. Han körde in i skyddsräcket på sjätte varvet och fick punktering på höger bakdäck. Detta visade sig lyckosamt eftersom det regnade kraftigt och han därmed kom in tidigt i depån för däckbyte och extra tankning. Hamilton blev nu den förste engelsmannen att vinna i Monaco sedan 1969. Två misslyckade tävlingar följde. I den första, i Kanada, tog Hamilton pole position, och ledde övertygande under den första stinten, innan säkerhetsbilen kom ut. Han gick sedan i depån tillsammans med Robert Kubica och Kimi Räikkönen. Hamilton fick bränsle för fler varv på banan under den andra stinten, men satt sedan och kollade på displayen på ratten och såg inte den röda lampan där Räikkönen och Kubica stod och väntade, varpå han kraschade rakt in i Räikkönens bakvinge. Dessutom blev han bestraffad med tio placeringars nedflyttning till Frankrikes Grand Prix, ett straff McLaren accepterade. Loppet i Frankrike blev inte särskilt lyckat för Hamilton, som genade över en chikan, i ett försök att köra förbi Sebastian Vettel i mittfältet på det första varvet. Ett drivethrough tilldömdes Hamilton, som sedan inte klarade av att rädda några poäng, samtidigt som Massa vann före Räikkönen, vilket fick ned Hamilton till en fjärde plats i tabellen. Han vann sedan i Storbritannien 2008, vilket var hans första seger på hemmabanan. Loppet ansågs av många vara en av de bästa körningarna på blöt bana någonsin i formel 1. Hamilton utmanades initialt av Räikkönen, men Ferrari gjorde en taktisk miss när det gällde däcksvalet för finländaren, vilket öppnade vägen för en enkel seger för Hamiltons del.

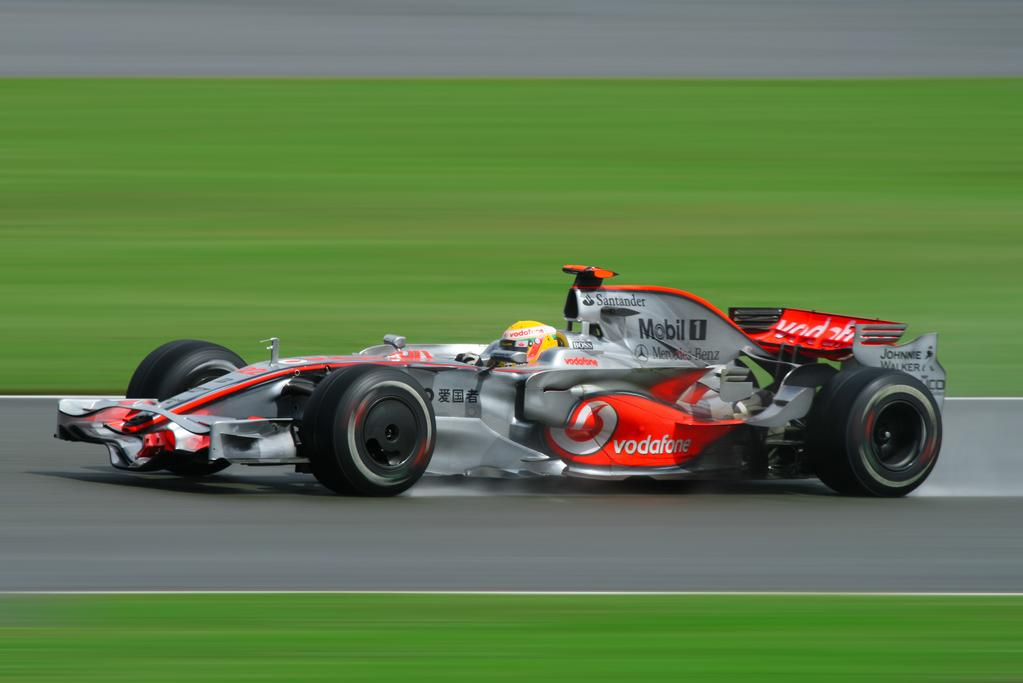
Hamilton blev världsmästare.

I Tyskland 2008 dominerade Hamilton fartmässigt, genom att ta pole position med snabbaste tid i varje sektor på banan. Han tog därefter starten, och tog hand om kommandot direkt, då han öppnade upp en rejäl lucka mot Massa. Efter två tredjedelar av tävlingen kom säkerhetsbilen ut på banan, men Hamilton gick inte in i depån, vilket han erkände utan omsvep var ett felaktigt beslut. Han tvingades gå in i depån vid ett senare tillfälle, och han inte bygga upp den lucka som krävdes för att behålla ledningen, och kom ut från depån som fyra. Kovalainen släppte honom förbi sig, innan Massa, hindrad av bromsproblem, tvingades ge sig. Nelson Piquet Jr var det sista hindret, men han hade inte en chans mot Hamilton, som var kapabel till att köra mer än en och en kvarts sekund per varv snabbare, varje varv.
Finalen i Brasilien blev säsongens jämnaste lopp, som inte avgjordes förrän i den sista kurvan. Där hade hemmaföraren Massa pole position medan Hamilton, som ledde VM före just Massa med sju poäng, startade från fjärde plats. Det skulle räcka med en femteplats för Hamilton för att vinna förar-VM om Massa vann loppet. Med två varv kvar låg Hamilton femma när Sebastian Vettel körde om och petade ner engelsmannen till en sjätte plats och därmed en andraplats i VM-tabellen; detta då Massa ledde loppet. När brasilianaren gick i mål som en jublande vinnare låg Hamilton fortfarande på sjätte plats vilket i dåläget gjorde Massa till världsmästare. Med endast ett par kurvor innan mållinjen kom dock Vettel och Hamilton ikapp Timo Glock, som till skillnad från de förstnämnda inte bytt till regndäck när det börjat regna ett fåtal varv före målgång, och körde om honom. I och med omkörningen slutade Hamilton femma i loppet och tog därmed hem världsmästartiteln som den då yngste genom tiderna.

##### 2009

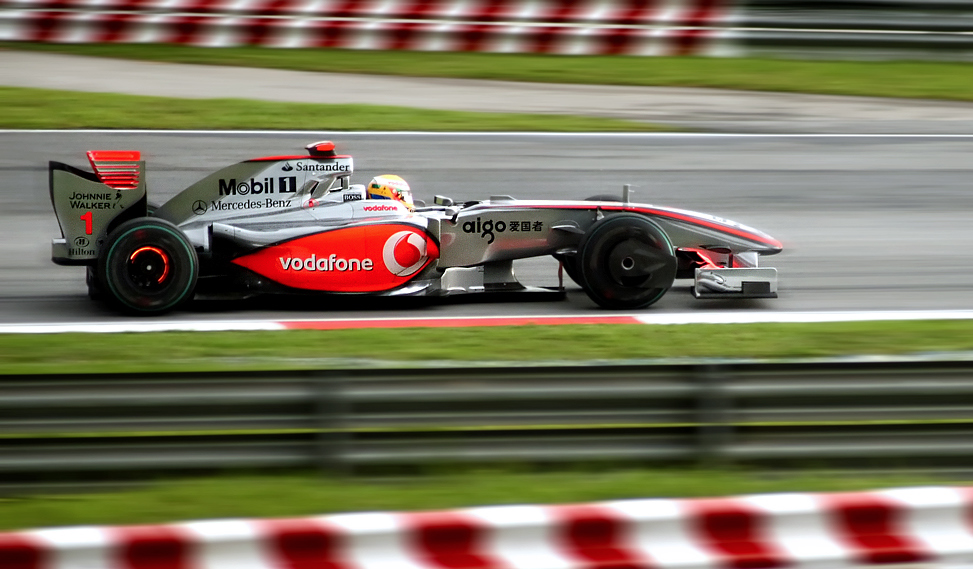
Hamilton hade en mindre lyckad säsong.

Den regerande världsmästaren Hamilton fortsatte med McLaren under 2009. I Australien 2009 kvalade han på femtonde plats och fick dessutom en bestraffning för ett otillåtet växellådsbyte. Han gjorde en bra start och var uppe på fjärde plats i slutet av loppet. Han fick senare tredjeplatsen då Jarno Trulli blev bestraffad för att ha kört om Hamilton under Safety Car. Men några dagar efter loppet diskvalificerades Hamilton för att ha saktat in bakom säkerhetsbilen och släppt förbi Trulli och sedan ljugit för banfunktionärerna vilket medförde att Trulli återfick sin tredjeplats. Hamilton tog poäng i Malaysia 2009, Kina 2009 och Bahrain 2009, men tog inte en enda poäng i de fem följande loppen. I Ungern däremot tog han en övertygande seger, hans tionde i karriären och den första i en KERS-utrustad bil. Han tog säsongens första pole position i Europa, men lyckades inte hålla den positionen in i mål, utan blev istället tvåa, efter Rubens Barrichello som vann. Den nästkommande loppet i Belgien bröt han på grund av en krasch under det första varvet, och i Italien bröt han återigen på grund av en krasch. När F1-cirkusen anlände till Singapore tog Hamilton pole och vann loppet. Han blev trea i de två nästkommande loppen, Japans- och Brasiliens Grand Prix. I säsongens sista lopp, Abu Dhabis Grand Prix, tog han pole position men tvingades bryta på grund av ett bromsproblem. Hamilton slutade säsongen på femte plats med 49 poäng.

##### 2010

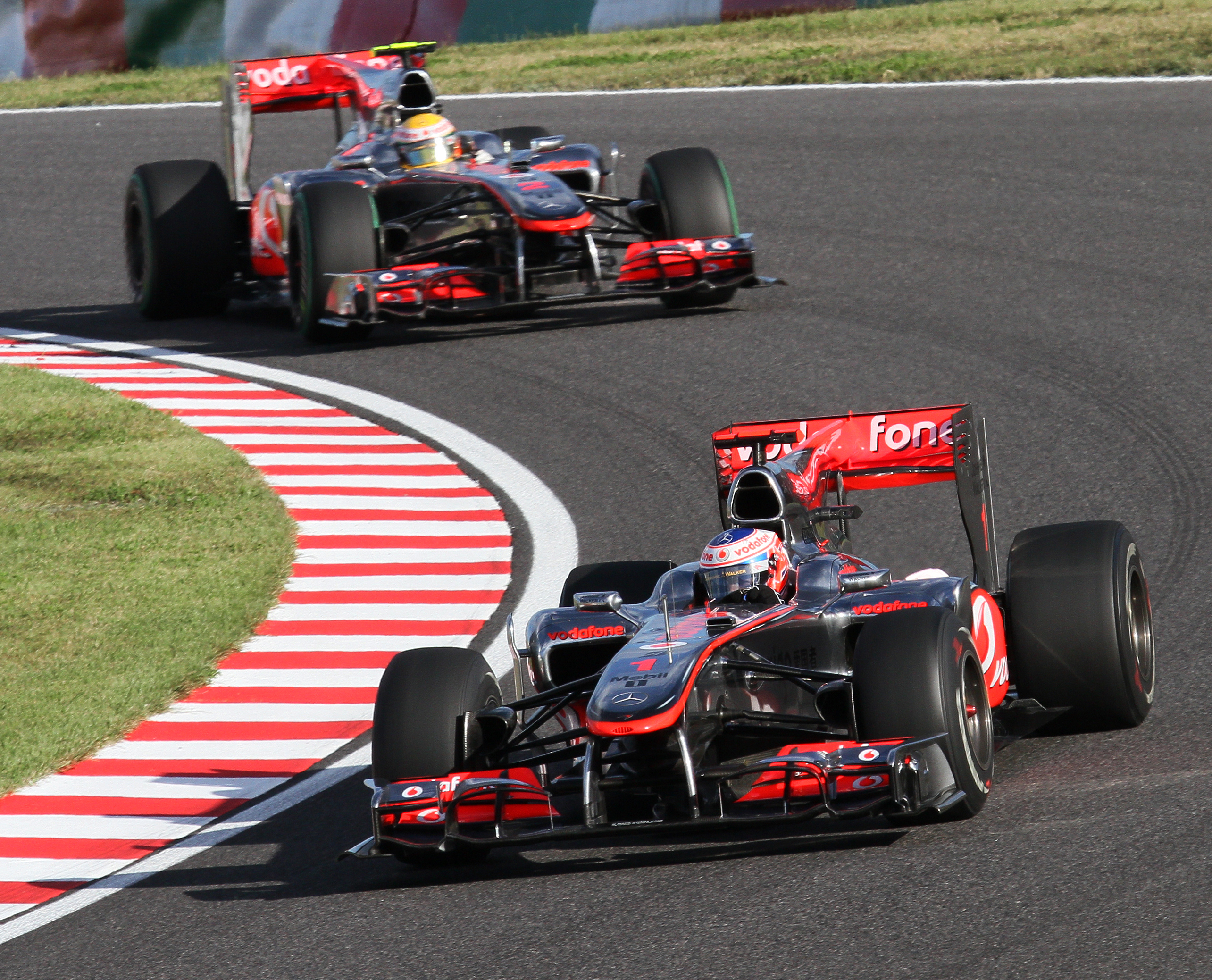
Hamilton fick den regerande världsmästaren Button som stallkamrat.

Hamilton fortsatte att köra hos McLaren under 2010, men fick den regerande världsmästaren Jenson Button som stallkamrat istället för Heikki Kovalainen.
Hamilton blev trea i Bahrain, och gick i mål på sjätte plats i Australien efter att ha kolliderat med Mark Webber i slutet av loppet. I Malaysia kvalade han på tjugonde plats efter att ha valt torrdäck i kvalet det regniga kvalet. Men han körde upp sig och gick i mål på sjätte plats, igen. Hamilton fick dock en varning för att ha gjort en osportslig manöver mot Vitalij Petrov, men fick ingen bestraffning
Han blev tvåa i Kina, bakom stallkamraten Button. Det blev McLarens första dubbelseger sedan Italien 2007. I det nästkommande loppet i Spanien låg han på andra plats på det näst sista varvet när han fick en punktering och kraschade in i barriären. I Turkiet kvalade han tvåa och tog sin första seger för säsongen. I Kanada tog han pole position och hade fortfarande 100 % pole-rekord, eftersom han tagit pole position under alla år han kört där. Hamilton vann loppet och tog därmed ledningen i förarmästerskapet. I Europa klagade Alonso över radion på att Hamilton inte följt reglerna angående Safety Car. Hamilton blev inte bestraffad för incidenten, vilket Alonso var rasande över.
Han blev tvåa i sitt hemmalopp i Storbritannien, och följde upp det med en fjärdeplats i Tyskland. I Ungern bröt han på grund av ett växellådshaveri, men kom tillbaka starkt i den nästkommande tävlingen i Belgien, där han tog säsongens tredje seger och tog tillbaka ledningen i mästerskapet från Webber. Men de två följande tävlingarna blev inte skärkilt lyckade: Hamilton bröt båda. Detta innebar att han åkte ner till tredje plats i mästerskapet, efter Webber och Alonso. Han blev femma, tvåa och fyra i de följande tävlingarna och hade fortfarande chans på att bli världsmästare, men det var ytterligare tre förare som hade chans på det. Eftersom Hamilton hade tre förare framför sig i mästerskapstabellen var det i princip omöjligt. Han gjorde vad han kunde och blev tvåa i Abu Dhabi, men det räckte bara till en fjärdeplats i mästerskapet. Sebastian Vettel blev världsmästare och slog Hamiltons rekord som den yngsta F1-världsmästaren.

##### 2011
Hamilton fortsatte hos McLaren under 2011, vilket även Jenson Button gjorde. I Australien blev han tvåa, trots ett skadat golv på hans McLaren. I Malaysia kvalade han tvåa och gick i mål på sjunde plats, men fick 20 sekunders tidstillägg för att ha orsakat en kollision med Fernando Alonso. Hamilton tog sin första seger för säsongen i Kina, blev fyra i Turkiet och tvåa i Spanien.

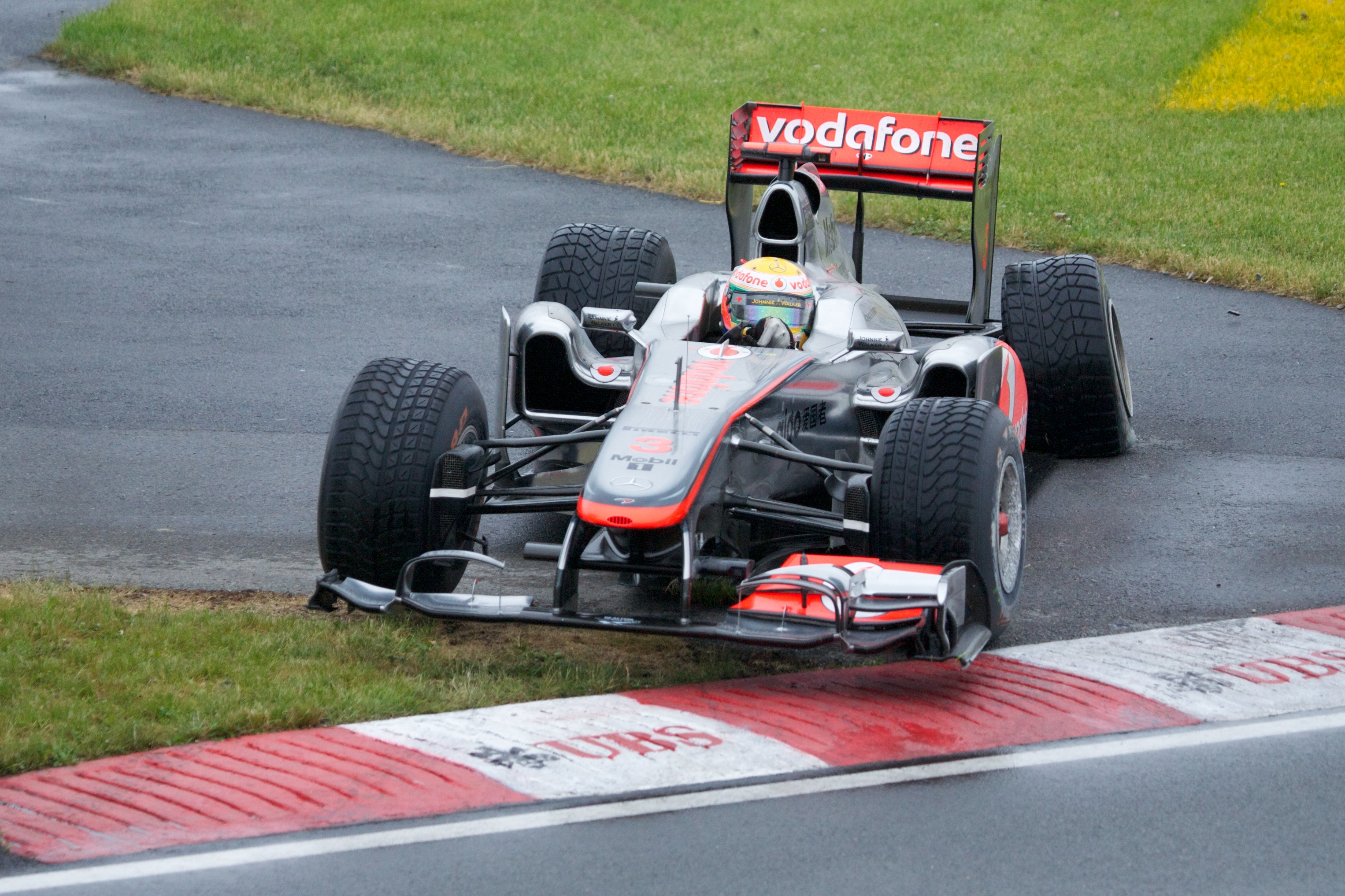
Hamilton kolliderade med stallkamraten Button i.

I Monaco kvalade han tia efter att den tredje kvalomgången rödflaggades på grund av en kraftig krasch från Sergio Pérez i Nouvelle-chikanen. I tävlingen fick Hamilton ett drive-through-straff för att ha kört på Felipe Massa i Loews-hårnålen. Senare kraschade Jaime Alguersuari in i honom och hans bakvinge skadades. Loppet rödflaggades på grund av en krasch med Vitalij Petrov, och Hamilton kunde få sin bakvinge utbytt. Under omstarten kolliderade han med Pastor Maldonado i Sainte Devote, något som han sedermera fick 20 sekunders tidstillägg för. I en intervju med BBC efter loppet frågade en reporter varför han trodde att han hade varit uppkallad till tävlingsledningen i fem av de sex senaste tävlingarna, och han svarade att "Kanske är det för att jag är svart".
I Kanada kolliderade han med Mark Webber i den första kurvan. Några varv senare försökte Hamilton passera stallkamraten Button, men blev uttryckt i depåmuren och bröt en drivaxel, vilket innebar att han tvingades bryta. I de två kommande tävlingarna, Europas- och Storbritanniens Grand Prix, slutade Hamilton tvåa. I Tyskland tog han sin andra seger för säsongen då han höll Fernando Alonso och Mark Webber bakom sig. I Ungern gjorde han fem depåstopp och fick ett drive-through-straff för att ha tryckt Paul di Resta utanför banan. Trots det blev han fyra. I Belgien bröt han på det tolfte varvet på grund av en krasch. Hamilton tog en fjärdeplats på Monza efter en lång kamp med Michael Schumacher.

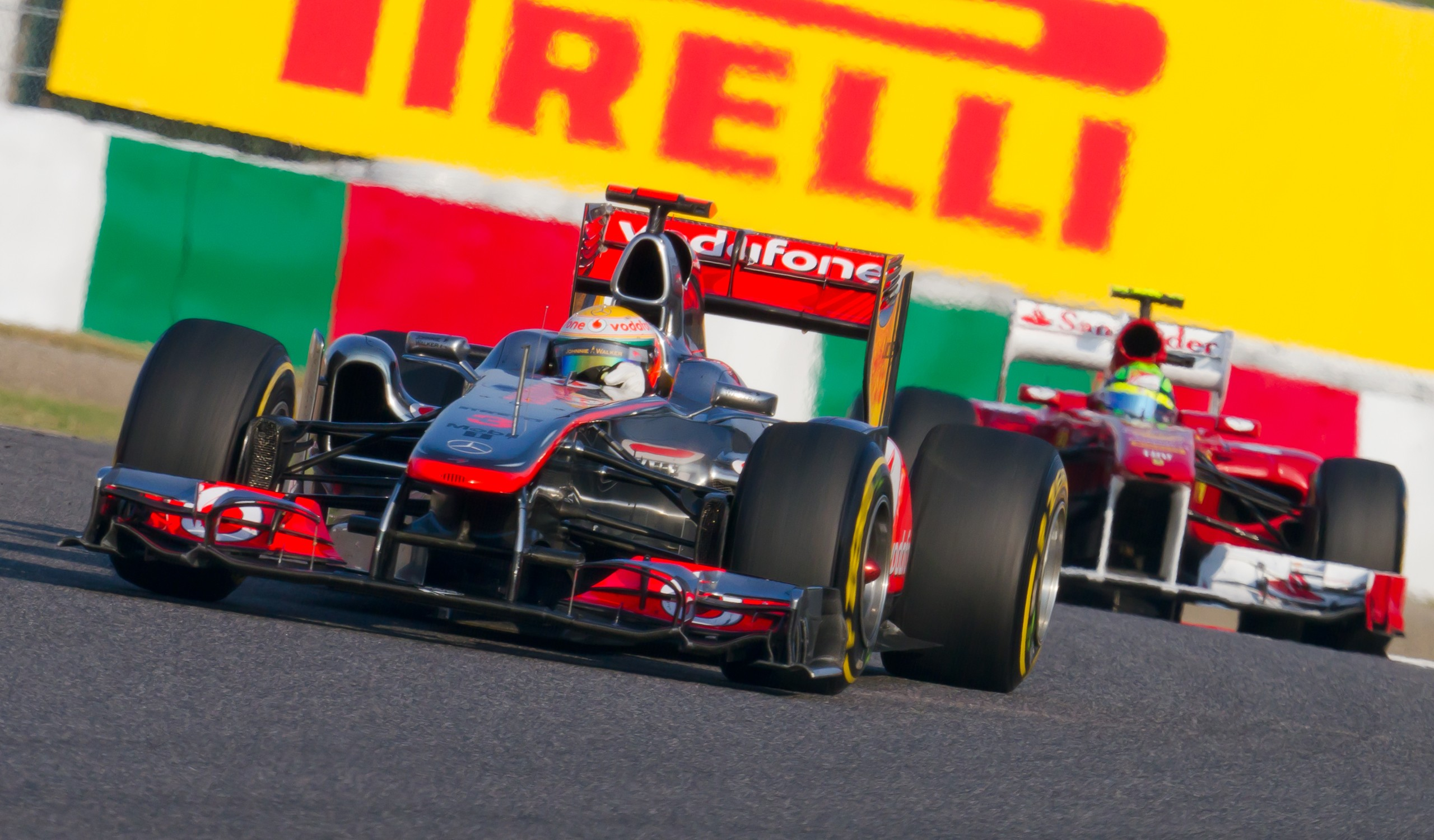
Hamilton kolliderade med Felipe Massa flera gånger under säsongen.

I Singapore kolliderade han med Felipe Massa, vilket han fick ett drive-through-straff för. I en intervju efter loppet sade Massa att "Hamilton inte använder sin hjärna". I Japan kolliderade han återigen med Massa, vilket han fick en reprimand för. Hamilton sade efter loppet att han tyckte att "Massa borde växa upp".
I Korea tog Hamilton pole position, och blev därmed den första att besegra Red Bull-förarna i kvalet. Han gjorde en bra start men blev omkörd av Sebastian Vettel i den fjärde kurvan på det första varvet, och blev därmed tvåa. I Indien var han näst snabbast i kvalet, men fick tre platsers nedflyttning för att ha ignorerat gulflagg under den fria träningen. Han blev sjua i loppet efter att ha kolliderat med Massa ännu en gång. I Abu Dhabi tog han segern efter att ledande Sebastian Vettel fått punktering. I Brasilien kvalade han fyra men bröt loppet på grund av ett växellådshaveri.

##### 2012

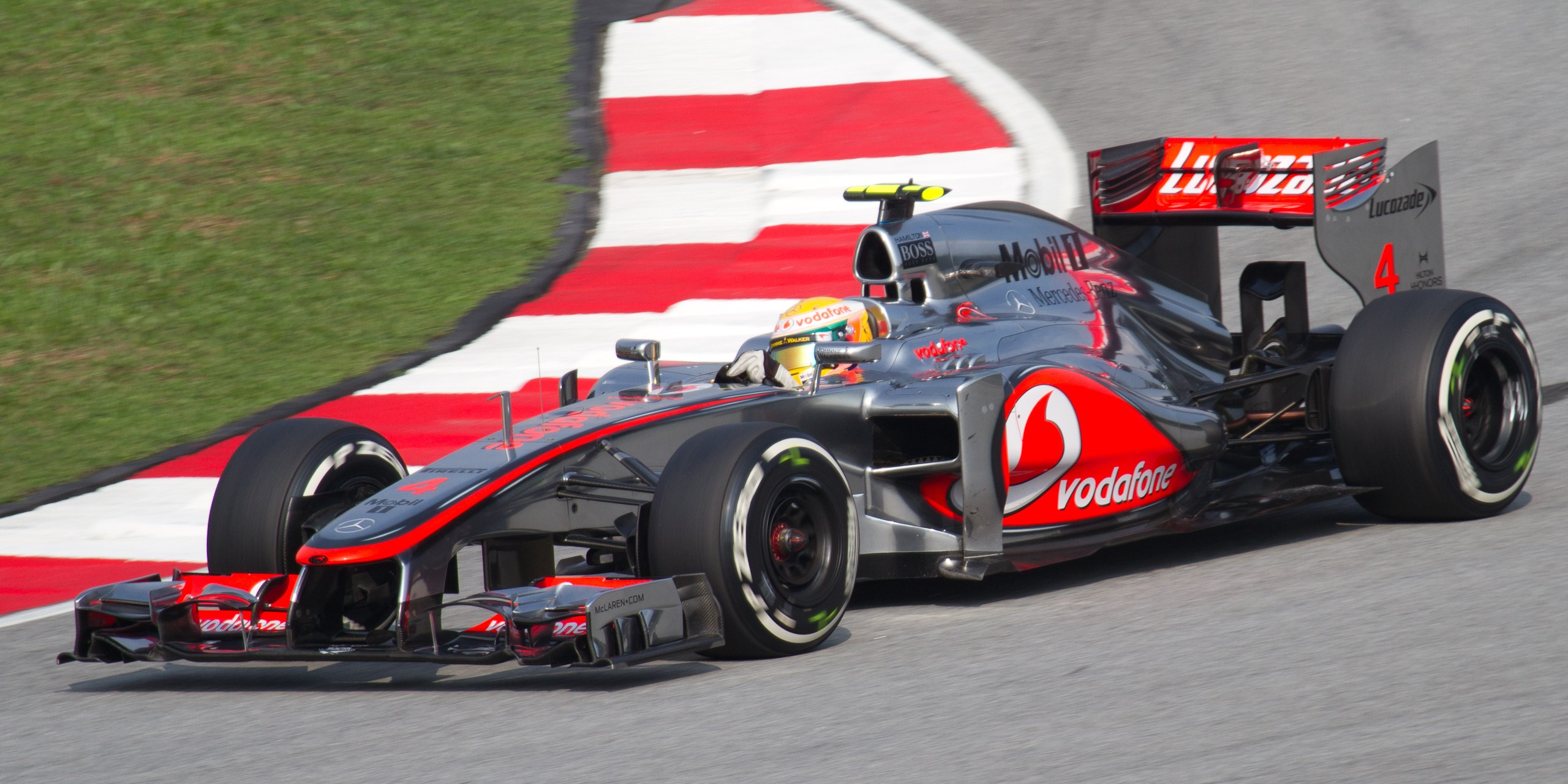
Hamilton tog den andra av sju pole positions under i.

Hamilton fortsatte hos McLaren under 2012, tillsammans med Jenson Button. Han tog pole position i Australien, men gick i mål på tredje plats, efter Button och Vettel. I Malaysia tog han pole igen, men blev snabbt omkörd av Fernando Alonso och senare även av Sergio Pérez, vilket innebar att han blev trea. I Kina tog han sin tredje raka tredjeplats, och gick tack vare det upp i ledning i världsmästerskapet, två poäng före stallkamraten Button. Hamilton kvalade tvåa i Bahrain, men blev åtta i loppet efter det att en trasig hjulmutter gjort att depåstoppet tagit lång tid. Han tog pole position i Spanien, men diskvalificerades från kvalet eftersom han hade för lite bränsle för att komma tillbaka till depån. Trots att han startade sist på startgriden gick han i mål på åttonde plats.

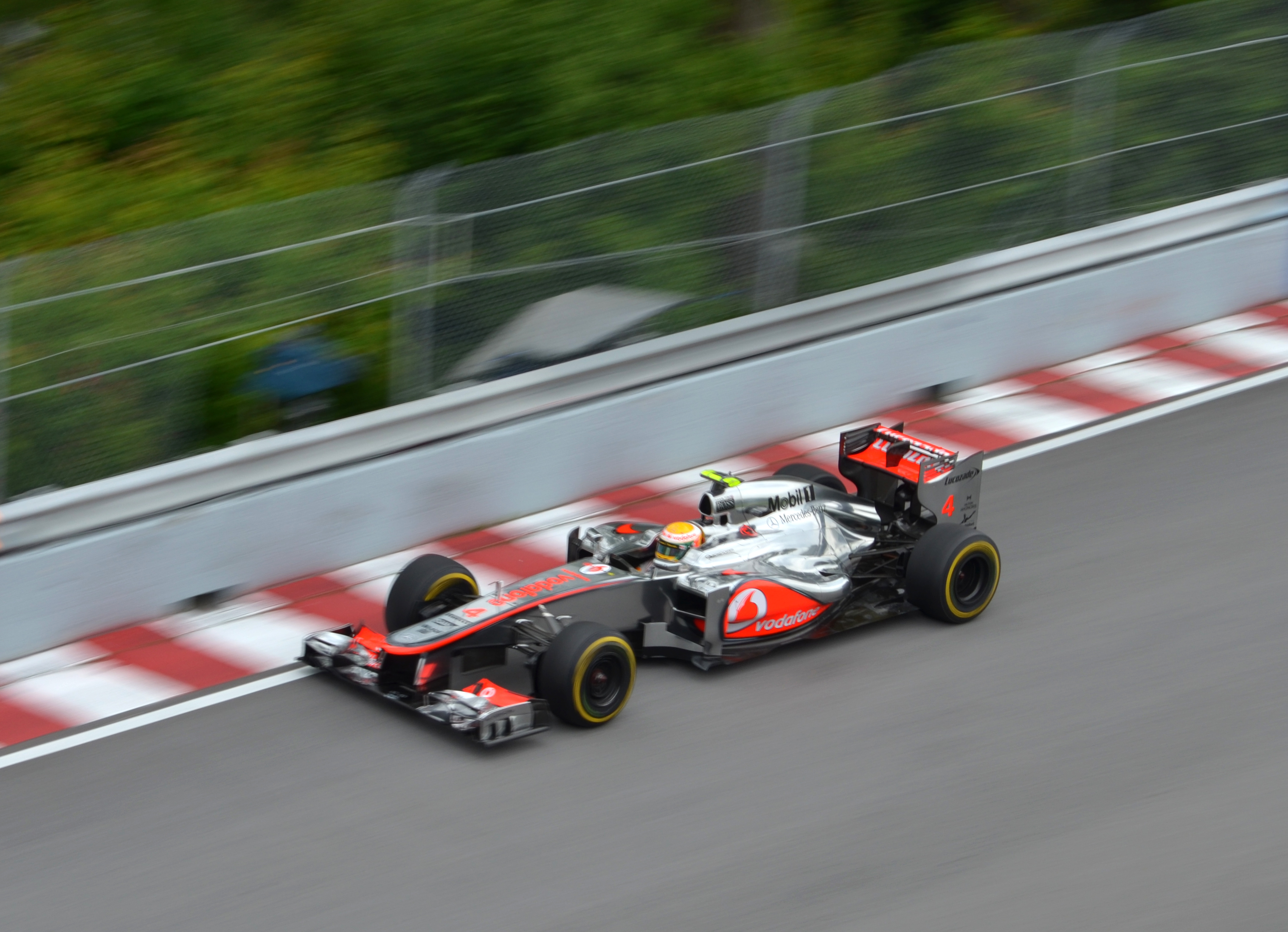
Hamilton på väg mot segern i Kanadas Grand Prix 2012.

Hamilton tog sin första seger för säsongen i det sjunde loppet – Kanadas Grand Prix – där han vann för tredje gången. I och med segern tog Hamilton tillbaka ledningen i världsmästerskapet.
Efter segern i Kanada följde tre mindre lyckade lopp:  Europas, Storbritanniens och  Tysklands Grand Prix. Men i Ungern kom han tillbaka, då han tog pole position och vann loppet. I Belgien kolliderade han med Romain Grosjean i samband med starten och kraschade in i mästerskapsledaren Fernando Alonso och Kamui Kobayashi. Hamilton vann i Italien och eftersom några av de värsta konkurrenterna i VM-striden bröt loppet, fanns hoppet vid liv. Han tog pole position i Singapore, men drabbades av ett växellådshaveri på det tjugoandra varvet. Hamilton tog ännu en pole position i Abu Dhabi, men bröt på grund av att bränsletrycket sjönk. I USA tog han segern, tack vare en DRS-omkörning på Sebastian Vettel. Han tog pole till säsongens sista lopp, Brasiliens Grand Prix, men bröt loppet på grund av en kollision med Nico Hülkenberg. Hamilton tog sammanlagt 190 poäng under säsongen och blev därmed fyra i VM-tabellen.

#### Mercedes (2013– 2024)

##### 2013

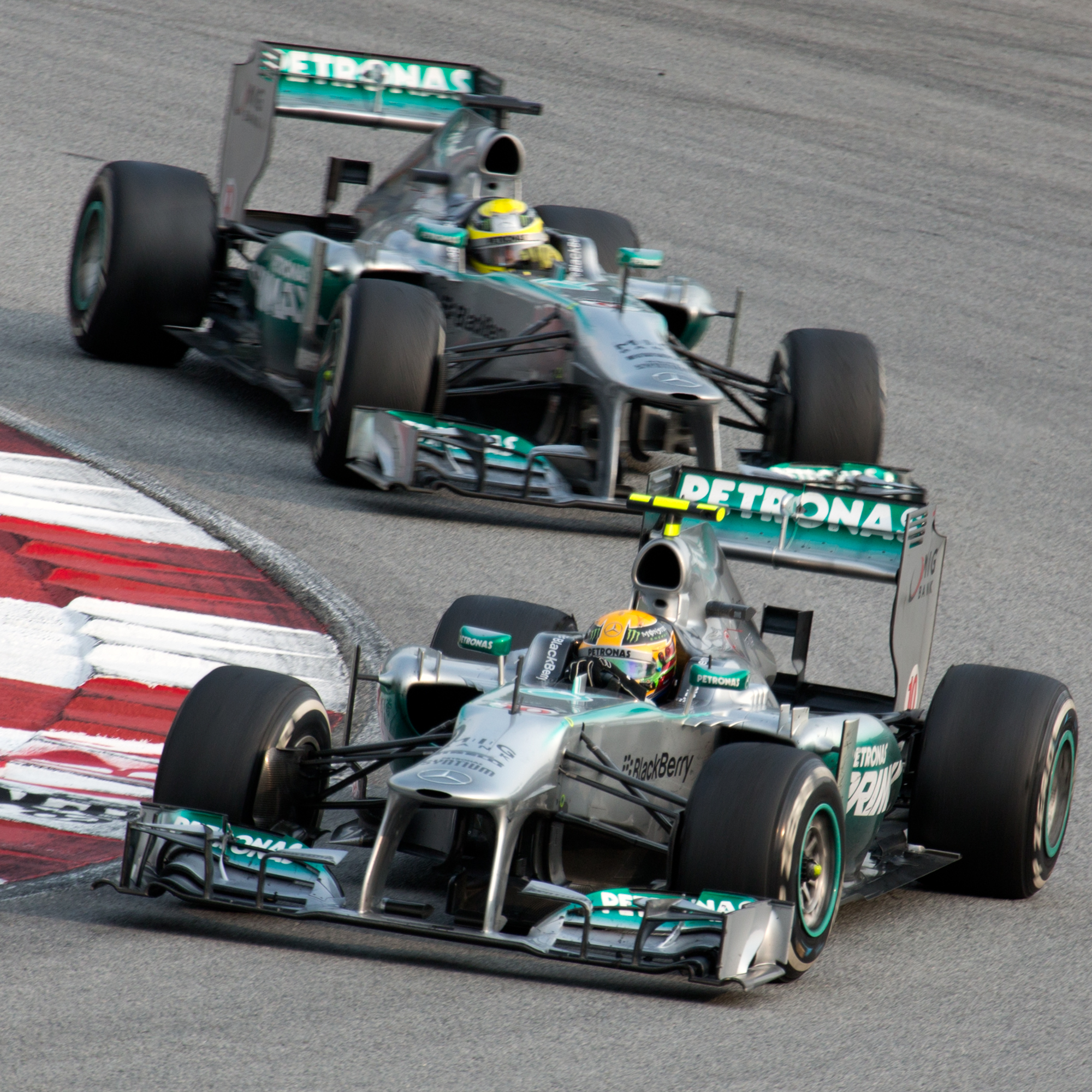
Hamilton flyttade till Mercedes inför, och blev där stallkamrat med barndomsvännen Nico Rosberg.

Den 28 september 2012 meddelades att Hamilton skrivit på ett treårskontrakt med Mercedes, som sträckte sig från 2013-2015. Hans stallkamrat blev barndomsvännen Nico Rosberg.
I hans första tävlingshelg för Mercedes, Australiens Grand Prix, kvalade han trea, men tappade två placeringar och blev femma i loppet. I Malaysia blev han trea, tack vare en teamorder som sade att Rosberg inte fick köra förbi Hamilton. I Kina tog han sin första pole position för Mercedes, men slutade trea i loppet. I Bahrain tog han en femteplats efter att ha startat nia. På Catalunya-banan gick han i mål på tolfte varv, ett varv efter segraren Fernando Alonso.
I Monaco blev han ut-kvalificerad av Rosberg för tredje loppet i rad, och uttryckte sitt missnöje av att bli slagen av stallkamraten. Rosberg tog sedan segern och Hamilton blev fyra. På Circuit Gilles Villeneuve startade han tvåa, men blev omkörd av Fernando Alonso i loppet och gick i mål på tredje plats. På hemmaplan i Storbritannien tog han pole position, men råkade ut för en punktering i loppet och blev fyra, smidigt som stallkamraten vann. I Tyskland tog han ännu en pole position, men lyckades inte bli bättre än femma.
I Ungern tog han sin första seger som Mercedes-förare. Han tog oväntat nog pole position, och gick i mål nästan 11 sekunder före tvåan Kimi Räikkönen. Efter sommaruppehållet kom Belgiens Grand Prix. Hamilton tog sin fjärde raka pole position, och var en av toppkandidaterna till att ta segern, men blev omkörd av Sebastian Vettel redan på det första varvet, och senare även av Fernando Alonso. Efter tredjeplatsen i Belgien tog han inte en enda pallplats under den resterande delen av säsongen, han var som bäst fyra i USA. Hamilton slutade säsongen på fjärde plats med 189 poäng, 208 poäng efter mästaren Vettel.

##### 2014
Hamilton fortsatte hos Mercedes under 2014, tillsammans med Nico Rosberg. I linje med en ny regel som införts i Formel 1 till säsongen 2014, där förarna fick välja vilket nummer de ville ha på bilen under sin Formel 1-karriär, valde Hamilton att tävla med nummer 44 eftersom det var det numret han hade i sin kartingkarriär.

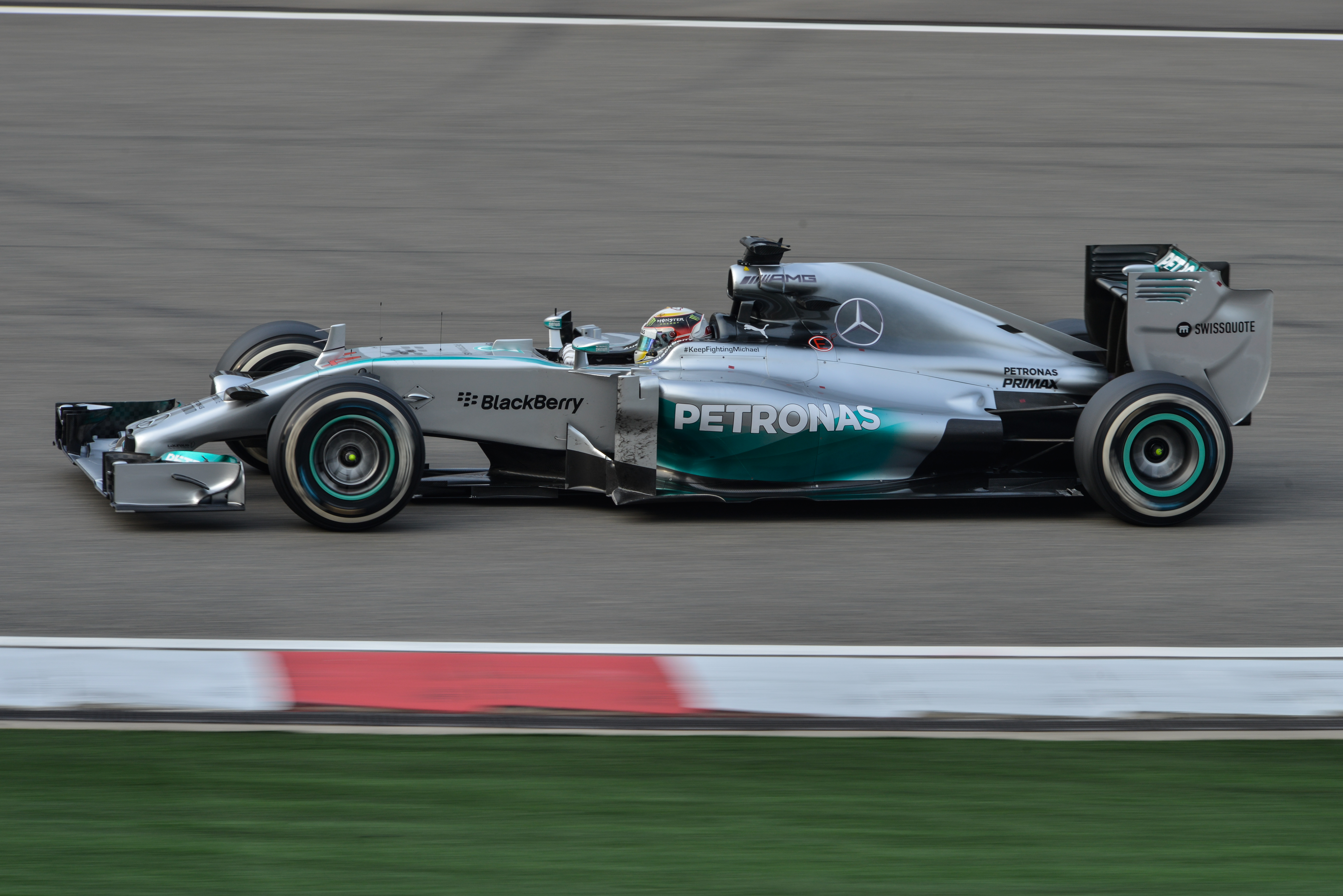
Hamilton under Kinas Grand Prix 2014. Genom att vinna loppet, tog Hamilton tre raka segrar för första gången i sin Formel 1-karriär.

Under försäsongstesterna i Spanien och Bahrain var Mercedes överlägsna, mycket tack vare motorenheten. I Australien tog han pole position, men tvingades bryta loppet i inledningen på grund av en skadad del i motorn, samtidigt som Rosberg tog en överlägsen seger. Han tog ännu en kvalseger i Malaysia och lyckades även vinna loppet. I Bahrain kvalade han tvåa, efter Rosberg som tog pole position. Hamilton gjorde en bättre start än Rosberg och kunde ta ledningen tack vare att han startade från insidan av banan. Han drog ifrån Rosberg men strax innan det första depåstoppet hade Rosberg kommit ifatt och började attackera, men utan att lyckas fullt ut. Hamilton behöll ledningen, men när omkring tio varv återstod var Rosberg precis bakom igen. Rosberg försökte flera gånger köra om Hamilton på utsidan i kurva 4, men fick ingen plats av Hamilton. När Rosberg bytte strategi och försökte i kurva 1 istället, blev han nästan påkörd av Hamilton, och uttryckte sitt missnöje över radion. Under podiumintervjuerna sade Rosberg att "Jag hatar verkligen att bli tvåa efter Lewis. Men det var det mest spännande loppet i min karriär".
Mercedes dominans fortsatte i Kina där Hamilton tog ännu en pole position och vann loppet, medan Rosberg slutade på andra plats. I Spanien tog han sin fjärde seger för säsongen – men blev hårt pressad av Rosberg i avslutningen. Tack vare segern tog Hamilton ledningen i världsmästerskapet. I Monaco kvalade han tvåa, efter Rosberg, och gick i mål på andra plats efter denne. I Kanada var Hamilton favorit till att ta pole position, men kvalade tvåa efter Rosberg. Under loppet drabbades båda förarna av samma problem med ERS-systemet, vilket även resulterade i problem med bromsarna för de båda förarna. Eftersom Hamilton använde bromsarna på ett sätt som slet de mer än vad Rosberg gjorde, tvingades Hamilton bryta därför att han inte hade tillräckligt med bromskraft kvar för att kunna fortsätta, medan Rosberg kunde fortsätta och gick i mål på andra plats.

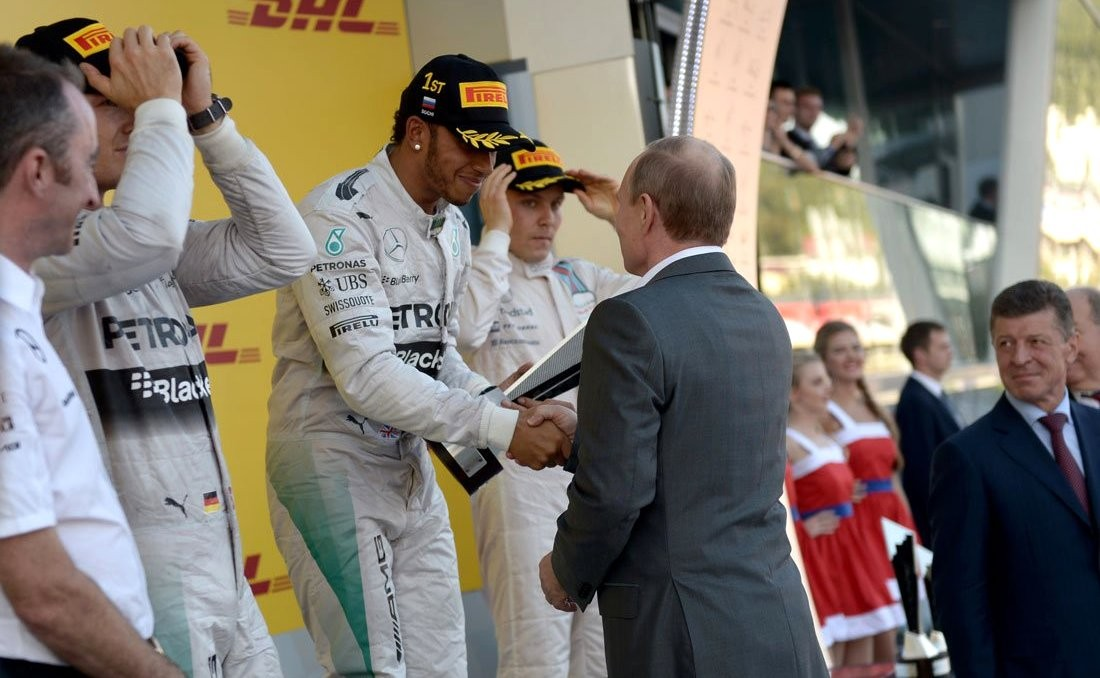
Hamilton gratuleras av Vladimir Putin, Rysslands president, efter att ha vunnit Rysslands Grand Prix 2014.

I Österrike satte han inte någon tid i den tredje kvalomgången efter att han snurrat på sitt kvalvarv. I loppet blev han tvåa, slagen av stallkamraten. På hemmabanan Silverstone kvalade han sexa, samtidigt som Rosberg tog pole position. I loppet låg Rosberg i ledning när han drabbades av ett växellådshaveri och Hamilton kunde gå upp i ledning, till publikens jubel. Hamilton vann sedan loppet, 30 sekunder före tvåa Valtteri Bottas. I kvalet till Tysklands Grand Prix drabbades Hamilton av ett bromsproblem och kraschade vilt. Han startade från den tjugonde startrutan men lyckades ändå komma i mål på tredje plats, efter Rosberg som segrade och Bottas som blev tvåa. I Ungern drabbades han av ännu ett tekniskt problem i kvalet, då bilen började brinna innan han hunnit sätta ett varv. Elden var så kraftig att han tvingades byta chassi och bestraffades därför med att få starta från depån. Efter några turliga händelser lyckades Hamilton ta tredjeplatsen.
Vid den första tävlingen efter sommaruppehållet, Belgiens Grand Prix, kvalade Hamilton tvåa efter Rosberg, som tog sin fjärde raka pole position. Hamilton gjorde en bättre start än Rosberg och låg i ledning när stallkamraten gjorde ett omkörningsförsök i Les Combes på det andra varvet. Hamilton lämnade inte plats nog för Rosberg, vilket resulterade i att Rosbergs framvinge skar sönder Hamiltons vänstra bakdäck omgående. Hamilton fick senare bryta tävlingen på grund av ett misstänkt motorproblem, efter det att han bett om att få bryta tävlingen. Han tog pole position och vann tävlingarna i Italien och Singapore, och tog ledningen i världsmästerskapet tack vare att Rosberg bröt tävlingen i Singapore.
Detta följdes av segrar i Japan – som stoppades på grund av kraftigt regn – Ryssland och USA, och tog då fem raka segrar för första gången i sin karriär. Hans tionde seger för säsongen var också hans trettioandra i F1-karriären, rekord för en brittisk Formel 1-förare. Hamilton blev världsmästare efter att ha vunnit Abu Dhabis Grand Prix, då stallkamraten – som var enda motståndaren i VM-striden – drabbades av tekniska problem. Hamilton sade efter loppet att "Det här är den bästa dagen i mitt liv".

## F1-karriär
| Säsong            | Stall/Tillverkare | Placering         | Lopp | Poäng  | Etta | Tvåa | Trea | Pole | Varv |
| ----------------- | ----------------- | ----------------- | ---- | ------ | ---- | ---- | ---- | ---- | ---- |
| 2007              | McLaren-Mercedes  | 2                 | 17   | 109    | 4    | 5    | 3    | 6    | 2    |
| 2008              | McLaren-Mercedes  | 1                 | 18   | 98     | 5    | 2    | 3    | 7    | 1    |
| 2009              | McLaren-Mercedes  | 5                 | 17   | 49     | 2    | 1    | 2    | 4    | 0    |
| 2010              | McLaren-Mercedes  | 4                 | 19   | 240    | 3    | 5    | 1    | 1    | 5    |
| 2011              | McLaren-Mercedes  | 5                 | 19   | 227    | 3    | 3    | 0    | 1    | 3    |
| 2012              | McLaren-Mercedes  | 4                 | 20   | 190    | 4    | 0    | 3    | 7    | 1    |
| 2013              | Mercedes          | 4                 | 19   | 189    | 1    | 0    | 4    | 5    | 1    |
| 2014              | Mercedes          | 1                 | 19   | 384    | 11   | 3    | 2    | 7    | 7    |
| 2015              | Mercedes          | 1                 | 19   | 381    | 10   | 6    | 1    | 11   | 8    |
| 2016              | Mercedes          | 2                 | 21   | 380    | 10   | 3    | 4    | 12   | 3    |
| 2017              | Mercedes          | 1                 | 20   | 363    | 9    | 4    | 0    | 11   | 7    |
| 2018              | Mercedes          | 1                 | 21   | 408    | 11   | 3    | 3    | 6    | 3    |
| 2019              | Mercedes          | 1                 | 21   | 413    | 11   | 4    | 2    | 5    | 6    |
| 2020              | Mercedes          | 1                 | 16   | 347    | 11   | 1    | 2    | 10   | 6    |
| 2021              | Mercedes          | 2                 | 22   | 387.5  | 8    | 8    | 1    | 5    | 6    |
| 2022              | Mercedes          | 6                 | 22   | 240    | 0    | 5    | 4    | 0    | 2    |
| 2023              | Mercedes          | 3                 | 22   | 234    | 0    | 3    | 3    | 1    | 4    |
| 2024              | Mercedes          | 7                 | 24   | 223    | 2    | 1    | 2    | 0    | 2    |
| 2025              | Ferrari           | 6                 | 14   | 109    | 0    | 0    | 0    | 0    | 0    |
| Sammanlagt (2025) | Sammanlagt (2025) | Sammanlagt (2025) | 370  | 4971.5 | 105  | 57   | 40   | 104  | 67   |

| 1. Kanada 2007 2. USA 2007 3. Ungern 2007 4. Japan 2007 5. Australien 2008 6. Monaco 2008 7. Storbritannien 2008 8. Tyskland 2008 9. Kina 2008 10. Ungern 2009 11. Singapore 2009 12. Turkiet 2010 13. Kanada 2010 14. Belgien 2010 15. Kina 2011 16. Tyskland 2011 17. Abu Dhabi 2011 18. Kanada 2012 19. Ungern 2012 20. Italien 2012 21. USA 2012 22. Ungern 2013 23. Malaysia 2014 24. Bahrain 2014 25. Kina 2014 26. Spanien 2014 27. Storbritannien 2014 28. Italien 2014 29. Singapore 2014 30. Japan 2014 31. Ryssland 2014 32. USA 2014 33. Abu Dhabi 2014 34. Australien 2015 35. Kina 2015 36. Bahrain 2015 37. Kanada 2015 38. Storbritannien 2015 39. Belgien 2015 40. Italien 2015 41. Japan 2015 42. Ryssland 2015 43. USA 2015 44. Monaco 2016 45. Kanada 2016 46. Österrike 2016 47. Storbritannien 2016 48. Ungern 2016 49. Tyskland 2016 50. USA 2016 51. Mexiko 2016 52. Brasilien 2016 53. Abu Dhabi 2016 54. Kina 2017 55. Spanien 2017 56. Kanada 2017 57. Storbritannien 2017 58. Belgien 2017 59. Italien 2017 60. Singapore 2017 61. Japan 2017 62. USA 2017 63. Azerbajdzjan 2018 64. Spanien 2018 65. Frankrike 2018 66. Tyskland 2018 67. Ungern 2018 68. Italien 2018 69. Singapore 2018 70. Ryssland 2018 71. Japan 2018 72. Brasilien 2018 73. Abu Dhabi 2018 74. Bahrain 2019 75. Kina 2019 76. Spanien 2019 77. Monaco 2019 78. Kanada 2019 79. Frankrike 2019 80. Storbritannien 2019 81. Ungern 2019 82. Ryssland 2019 83. Mexiko 2019 84. Abu Dhabi 2019 85. Steiermarks 2020 86. Ungern 2020 87. Storbritannien 2020 88. Spanien 2020 89. Belgien 2020 90. Toscanas 2020 91. Eifels 2020 92. Portugal 2020 93. Emilia-Romagnas 2020 94. Turkiet 2020 95. Bahrain 2020 96. Bahrain 2021 97. Portugal 2021 98. Spanien 2021 99. Storbritannien 2021 100. Ryssland 2021 101. Brasilien 2021 102. Qatar 2021 103. Saudiarabien 2021 104. Storbritannien 2024 105. Belgien 2024 |

| 1. Malaysia 2007 2. Bahrain 2007 3. Spanien 2007 4. Monaco 2007 5. Italien 2007 6. Turkiet 2008 7. Europa 2008 8. Europa 2009 9. Kina 2010 10. Europa 2010 11. Storbritannien 2010 12. Korea 2010 13. Abu Dhabi 2010 14. Australien 2011 15. Spanien 2011 16. Korea 2011 17. Monaco 2014 18. Österrike 2014 19. Brasilien 2014 20. Malaysia 2015 21. Spanien 2015 22. Österrike 2015 23. Mexiko 2015 24. Brasilien 2015 25. Abu Dhabi 2015 26. Australien 2016 27. Ryssland 2016 28. Italien 2016 29. Australien 2017 30. Bahrain 2017 31. Malaysia 2017 32. Abu Dhabi 2017 33. Australien 2018 34. Storbritannien 2018 35. Belgien 2018 36. Australien 2019 37. Azerbajdzjan 2019 38. Belgien 2019 39. USA 2019 40. 70-årsjubileumets 2020 41. Emilia-Romagnas 2021 42. Frankrike 2021 43. Steiermarks 2021 44. Ungern 2021 45. Nederländerna 2021 46. USA 2021 47. Mexiko 2021 48. Abu Dhabi 2021 49. Frankrike 2022 50. Ungern 2022 51. USA 2022 52. Mexiko 2022 53. Brasilien 2022 54. Australien 2023 55. Spanien 2023 56. Mexiko 2023 57. Las Vegas 2024 |

| 1. Australien 2007 2. Frankrike 2007 3. Storbritannien 2007 4. Spanien 2008 5. Belgien 2008 6. Singapore 2008 7. Japan 2009 8. Brasilien 2009 9. Bahrain 2010 10. Australien 2012 11. Malaysia 2012 12. Kina 2012 13. Malaysia 2013 14. Kina 2013 15. Kanada 2013 16. Belgien 2013 17. Tyskland 2014 18. Ungern 2014 19. Monaco 2015 20. Bahrain 2016 21. Belgien 2016 22. Singapore 2016 23. Japan 2016 24. Bahrain 2018 25. Monaco 2018 26. USA 2018 27. Italien 2019 28. Japan 2019 29. Ryssland 2020 30. Abu Dhabi 2020 31. Belgien 2021 32. Bahrain 2022 33. Kanada 2022 34. Storbritannien 2022 35. Österrike 2022 36. Kanada 2023 37. Storbritannien 2023 38. Singapore 2023 39. Spanien 2024 40. Ungern 2024 |

| 1. Kanada 2007 2. USA 2007 3. Storbritannien 2007 4. Ungern 2007 5. Japan 2007 6. Kina 2007 7. Australien 2008 8. Kanada 2008 9. Tyskland 2008 10. Ungern 2008 11. Belgien 2008 12. Japan 2008 13. Kina 2008 14. Europa 2009 15. Italien 2009 16. Singapore 2009 17. Abu Dhabi 2009 18. Kanada 2010 19. Korea 2011 20. Australien 2012 21. Malaysia 2012 22. Ungern 2012 23. Italien 2012 24. Singapore 2012 25. Abu Dhabi 2012 26. Brasilien 2012 27. Kina 2013 28. Storbritannien 2013 29. Tyskland 2013 30. Ungern 2013 31. Belgien 2013 32. Australien 2014 33. Malaysia 2014 34. Kina 2014 35. Spanien 2014 36. Italien 2014 37. Singapore 2014 38. Ryssland 2014 39. Australien 2015 40. Malaysia 2015 41. Kina 2015 42. Bahrain 2015 43. Monaco 2015 44. Kanada 2015 45. Österrike 2015 46. Storbritannien 2015 47. Ungern 2015 48. Belgien 2015 49. Italien 2015 50. Australien 2016 51. Bahrain 2016 52. Spanien 2016 53. Kanada 2016 54. Österrike 2016 55. Storbritannien 2016 56. Italien 2016 57. Malaysia 2016 58. USA 2016 59. Mexiko 2016 60. Brasilien 2016 61. Abu Dhabi 2016 62. Australien 2017 63. Kina 2017 64. Spanien 2017 65. Kanada 2017 66. Azerbajdzjan 2017 67. Storbritannien 2017 68. Belgien 2017 69. Italien 2017 70. Malaysia 2017 71. Japan 2017 72. USA 2017 73. Australien 2018 74. Spanien 2018 75. Frankrike 2018 76. Storbritannien 2018 77. Ungern 2018 78. Belgien 2018 79. Singapore 2018 80. Japan 2018 81. USA 2018 82. Brasilien 2018 83. Abu Dhabi 2018 84. Australien 2019 85. Monaco 2019 86. Frankrike 2019 87. Tyskland 2019 88. Abu Dhabi 2019 89. Steiermarks 2020 90. Ungern 2020 91. Storbritannien 2020 92. Spanien 2020 93. Belgien 2020 94. Italien 2020 95. Toscanas 2020 96. Ryssland 2020 97. Portugal 2020 98. Bahrain 2020 99. Emilia-Romagnas 2021 100. Spanien 2021 101. Ungern 2021 102. Qatars 2021 103. Saudiarabien 2021 104. Ungern 2023 |

| 1. Malaysia 2007 2. Japan 2007 3. Kina 2008 4. Kina 2010 5. Spanien 2010 6. Belgien 2010 7. Brasilien 2010 8. Abu Dhabi 2010 9. Spanien 2011 10. Tyskland 2011 11. Italien 2011 12. Brasilien 2012 13. Italien 2013 14. Malaysia 2014 15. Storbritannien 2014 16. Tyskland 2014 17. Italien 2014 18. Singapore 2014 19. Japan 2014 20. Brasilien 2014 21. Australien 2015 22. Kina 2015 23. Spanien 2015 24. Storbritannien 2015 25. Italien 2015 26. Japan 2015 27. Brasilien 2015 28. Abu Dhabi 2015 29. Monaco 2016 30. Österrike 2016 31. Belgien 2016 32. Kina 2017 33. Bahrain 2017 34. Spanien 2017 35. Kanada 2017 36. Österrike 2017 37. Storbritannien 2017 38. Singapore 2017 39. Tyskland 2018 40. Italien 2018 41. USA 2018 42. Spanien 2019 43. Storbritannien 2019 44. Italien 2019 45. Ryssland 2019 46. Japan 2019 47. Abu Dhabi 2019 48. Ungern 2020 49. 70-årsjubileumets 2020 50. Italien 2020 51. Toscanas 2020 52. Portugal 2020 53. Emilia-Romagnas 2020 54. Emilia-Romagnas 2021 55. Monaco 2021 56. Steiermarks 2021 57. Nederländerna 2021 58. USA 2021 59. Saudiarabiens 2021 60. Monaco 2023 61. Belgien 2023 62. Singapore 2023 63. Monaco 2024 64. Kanada 2024 |

### Engelska originalcitat
1. ↑  "He's a quality driver, very strong and only 16. If he keeps this up I'm sure he will reach F1. It's something special to see a kid of his age out on the circuit. He's clearly got the right racing mentality."
2. ↑  "Maybe it's because I'm black".
3. ↑  "Felipe Massa must grow up".
4. ↑  "I strongly dislike coming second to Lewis. But it was the most exciting race of my career".
5. ↑  "It is the greatest day of my life".